# Loma (woreda)
Pour les articles homonymes, voir Loma.
« Disa (woreda) » redirige ici. Pour les autres significations, voir Disa (homonymie).
Loma est un woreda de la zone Dawro de la région Éthiopie du Sud-Ouest.
Issu d'une subdivision du woreda Loma Bosa, ce district a 109 192 habitants en 2007.
Sa partie sud se détache récemment sous le nom de Disa de même que son chef-lieu Gesa également connu sous le nom de Gasachare.

## Origine et nom
Au début des années 2000, ce district s'appelle « Loma Bosa » et s'étend vers le nord jusqu'à la limite de la zone.
Toute la partie située au nord de Gesa est toutefois transférée rapidement dans Gena Bosa avant le recensement de 2007. Le district porte officiellement depuis lors le nom de « Loma », même si des cartes plus récentes l'appellent encore Loma Bosa.
Comme toute la zone Dawro, Loma passe de la région des nations, nationalités et peuples du Sud à la région Éthiopie du Sud-Ouest en 2021. C'est à cette occasion ou peu après que la partie sud du district se détache sous le nom de Disa et que Gesa devient un petit district urbain enclavé dans le nord de Loma,.

## Situation
Riverain du barrage Gilgel Gibe III, Loma est bordé à l'est par le lac de barrage et par l'Omo qui le séparent des zones Wolayita et Gamo Gofa de la région des nations, nationalités et peuples du Sud jusqu'en 2023 puis de la région Éthiopie du Sud.
| Mareka   | Gena Bosa  | Kindo Koysha |
| Isara    | Loma       | Kindo Didaye |
| Melekoza | Demba Gofa | Kucha        |

## Démographie
Le recensement national de 2007 fait état pour Loma d'une population de 109 192 habitants dont 4 % de citadins qui sont les 3 999 habitants de Gesa, le périmètre recensé en 2007 comprenant encore Gesa et Disa.
En 2022, la population est estimée sur le même périmètre à 147 556 personnes avec une densité de population de 126 personnes par km2 et 1 172 km2 de superficie,.
Entre-temps cependant, au début des années 2020, le détachement de Gesa et Disa a réduit le district à 424 km2 de superficie,.